# NGC 2075
NGC 2075 is een open sterrenhoop in het sterrenbeeld Tafelberg. Het hemelobject werd op 20 december 1834 ontdekt door de Britse astronoom John Herschel.

## Synoniemen
- ESO 57-EN5